# Kurija Dvorišće u Božjakovini
Kurija Dvorišće  građevina je u mjestu Božjakovina, općini Brckovljani, zaštićeno kulturno dobro.

## Opis dobra
Kurija Dvorišće smještena je u sjeverozapadnom dijelu naselja Božjakovina. To je jednokatnica pokrivena četverostrešnim krovištem, sagrađena na prijelazu 18. u 19. stoljeće u kasnobarokno–klasicističkim stilskim oblicima. Bila je sjedište predijalnog imanja u sklopu božjakovačke gospoštije koja se prvi put spominje 1573. Unutrašnji raspored prostorija organiziran je unutar pravokutne tlocrtne osnove, a etaže su međusobno povezane dvokrakim drvenim stubištem. Stropnu konstrukciju u svim prostorijama čine drveni grednici ožbukanog podgleda. Jugoistočno od kurije uz prilaznu cestu nalaze se ostaci nekadašnjeg drvoreda. Jedna je od brojnih kurija nižeg plemstva kojima obiluje brckovljanski kraj.

## Zaštita
Pod oznakom Z-5962 zavedena je kao nepokretno kulturno dobro - pojedinačno, pravna statusa zaštićena kulturnog dobra, klasificirano kao "sakralna graditeljska baština".